# Marathon van Barcelona 2024
De Marathon van Barcelona 2024 werd gelopen op 10 maart 2024. Het parcours was aangepast ten opzichte van vorige jaren, er zaten minder hoogtemeters in en de route liep langs meer monumenten. De marathon werd gewonnen door Tedesse Abraham (mannen) en Degitu Azimeraw (vrouwen). De wedstrijd gold ook als Catalaans kampioenschap.

## Uitslagen[2]

### Mannen
| Plaats | Naam                          | Nationaliteit | Tijd    |
| ------ | ----------------------------- | ------------- | ------- |
| Goud   | Tadesse Abraham               | Zwitserland   | 2:05.01 |
| Zilver | Collins Kipkurui Kipkorir     | Kenia         | 2:06.44 |
| Brons  | Edmond Kipngetich             | Kenia         | 2:07.21 |
| 4      | Ilias Aouani                  | Italië        | 2:08.05 |
| 5      | Berhane Tesfay                | Eritrea       | 2:10.19 |
| 6      | Geoffrey Kimutai Koech        | Kenia         | 2:11.03 |
| 7      | Sahlesilassie Nigussie Bekele | Ethiopië      | 2:13.10 |
| 8      | Gadisa Bekele Gutama          | Ethiopië      | 2:16.25 |
| 9      | Artur Bossy Anguera           | Spanje        | 2:19.11 |
| 10     | Daniel Zochowski              | Polen         | 2:19.26 |

### Vrouwen
| Plaats | Naam                    | Nationaliteit       | Tijd    |
| ------ | ----------------------- | ------------------- | ------- |
| Goud   | Degitu Azimeraw         | Ethiopië            | 2:19.52 |
| Zilver | Shuko Genemo Wote       | Ethiopië            | 2:21.35 |
| Brons  | Meseret Dinke Meleka    | Ethiopië            | 2:22.58 |
| 4      | Zinas Gerado Senbeta    | Ethiopië            | 2:24.51 |
| 5      | Boulaid Kaoutar         | Marokko             | 2:25.03 |
| 6      | Carla Salome Rocha      | Portugal            | 2:27.22 |
| 7      | Clemence Calvin         | Frankrijk           | 2:31.26 |
| 8      | Aurelia Jerotich Kiptui | Kenia               | 2:31.32 |
| 9      | Elidh Bell              | Verenigd Koninkrijk | 2:40.11 |
| 10     | Emily Robbins           | Verenigd Koninkrijk | 2:45.41 |

### Catalaanse kampioenen[2]
| Wedstrijd | Naam                     | Tijd    |
| --------- | ------------------------ | ------- |
| Mannen    | Artur Bossy Anguera      | 2:19.11 |
| Vrouwen   | Jessica Tipan Guttierrez | 2:48.21 |

1978 ·
1979 ·
1980 ·
1981 ·
1981 ·
1983 ·
1984 ·
1985 ·
1986 ·
1987 ·
1988 ·
1989 ·
1990 ·
1991 ·
1992 ·
1993 ·
1994 ·
1995 ·
1996 ·
1997 ·
1998 ·
1999 ·
2000 ·
2001 ·
2002 ·
2003 ·
2004 ·
2005 ·
2006 ·
2007 ·
2008 ·
2009 ·
2010 ·
2011 ·
2012 ·
2013 ·
2014 ·
2015 ·
2016 ·
2017 ·
2018 ·
2019 ·
2020 ·
2021 ·
2022 ·
2023 ·
2024